# Szívvirág
A szívvirág (Dicentra) a mákfélék (Papaveraceae) családjának füstikeformák (Fumarioideae) alcsaládjába tartozó növénynemzetség. Nyolc lágyszárú, gyakran szív alakú virágot bontó faj tartozik ide, melyek Ázsiában és Észak-Amerikában honosak.
Ezeknek a növényeknek minden részük mérgező.
Könnyen megkülönböztethetők más, biszimmetrikus szív formájú virágoktól, mivel nincsenek szárleveleik, minden levelük tőlevélrózsában nő.

## Fajok
- Dicentra canadensis (Goldie) Walp.
- Dicentra cucullaria (L.) Bernh.
- Dicentra eximia (Ker-Gawl.) Torr.
- Dicentra formosa (Haw.) Walp.
  - Dicentra formosa subsp. formosa
  - Dicentra formosa subsp. oregana
- Dicentra lachenaliaeflora Ledeb. = * Dicentra peregrina
- Dicentra nevadensis Eastw.
- Dicentra oregana Eastw. = Dicentra formosa subsp. oregana
- Dicentra pauciflora S. Wats.
- Dicentra peregrina (Rudolphi) Makino
- Dicentra pusilla Siebold  &  Zucc. = * Dicentra peregrina
- Dicentra uniflora Kellogg

A következő négy nemzetség fajai korábban a Dicentra alá tartoztak:
Dactylicapnos Wall. (lágy szárú kúszónövények sárga virágokkal, a Himalájától Délnyugat-Kínáig) – 13 faj
- Dactylicapnos burmanica (K.R.Stern) Lidén
- Dactylicapnos grandifoliolata Merrill
- Dactylicapnos lichiangensis (Fedde) Hand.-Mazz.
- Dactylicapnos macrocapnos (Prain) Hutchinson
- Dicentra paucinervia K.R.Stern = Dac. grandifoliolata
- Dactylicapnos roylei (Hook.f.  &  Th.) Hutchinson
- Dactylicapnos scandens (D.Don) Hutchinson.
- Dactylicapnos schneideri (Fedde) Lidén
- Dactylicapnos thalictrifolia Wallich
- Dactylicapnos torulosa (Hook.f. & Th.) Hutchinson
- Dactylicapnos ventii (Khanh) Lidén
- Dicentra wolfdietheri Fedde= Dac. torulosa

Lamprocapnos Endlicher (soklevelű, nagy rózsaszín virágokkal, függőlegesen álló fürtökkel, Északkelet-Kína, Korea) – egyetlen faj
- Lamprocapnos spectabilis (L.) Fukuhara. = Dicentra spectabilis – nagy szívvirág, igen népszerű kerti virág

Ehrendorferia Lidén (felálló, robusztus soklevelű növény, sárga vagy krémszínű felálló virágokkal, Észak-Amerika nyugati részén) – 2 faj
- Ehrendorferia ochroleuca (Engelm.) Lidén
- Ehrendorferia chrysantha (Hook. & Arn.) Lidén.

Ichthyoselmis Lidén (nagy, soklevelű növény, fogazott levélkékkel és nagy, lelógó, krémszínű virágokkal, Kína, Burma) – egyetlen faj
- Ichthyoselmis macrantha (Oliver) Lidén

## Galéria

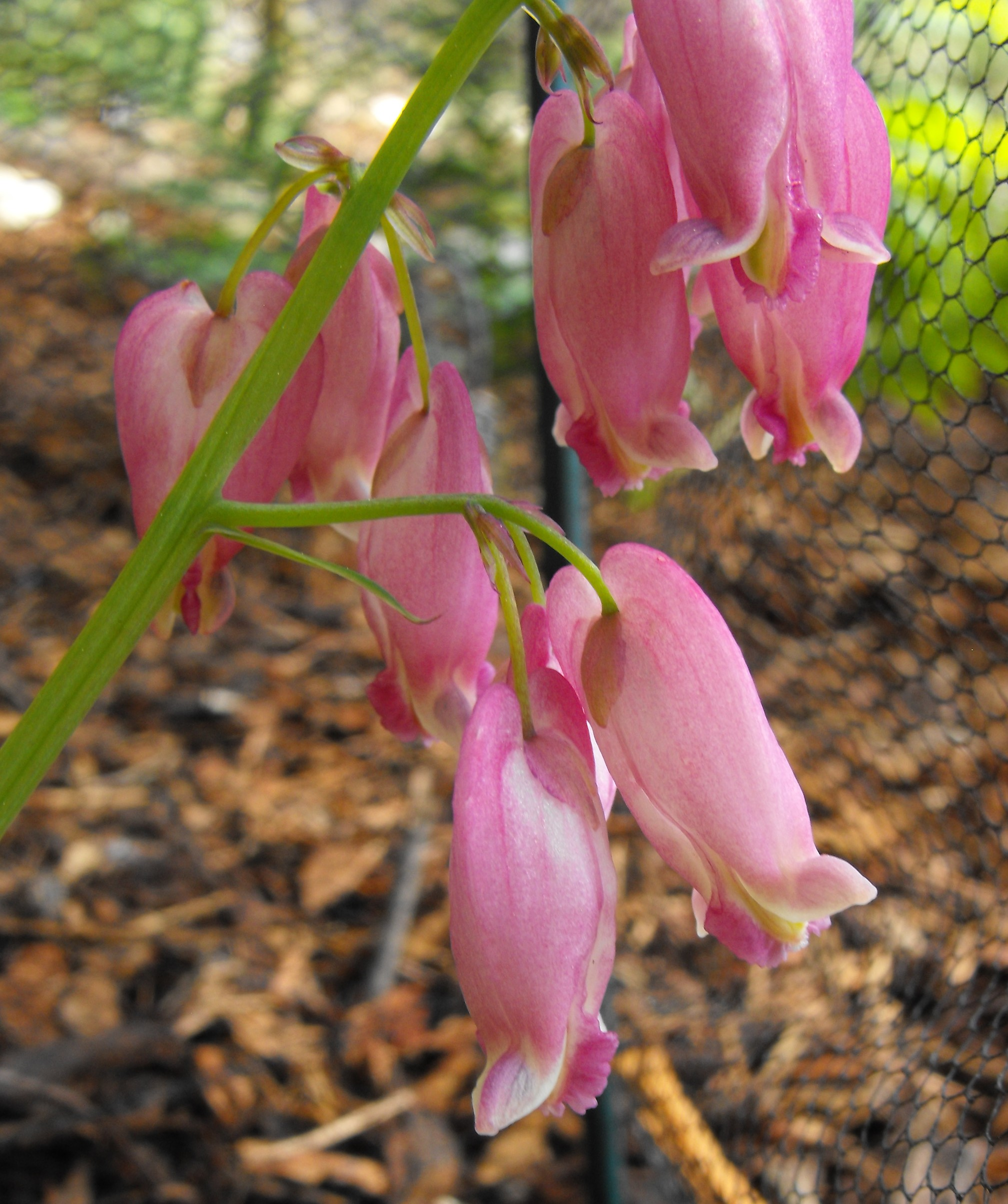
Dicentra formosa
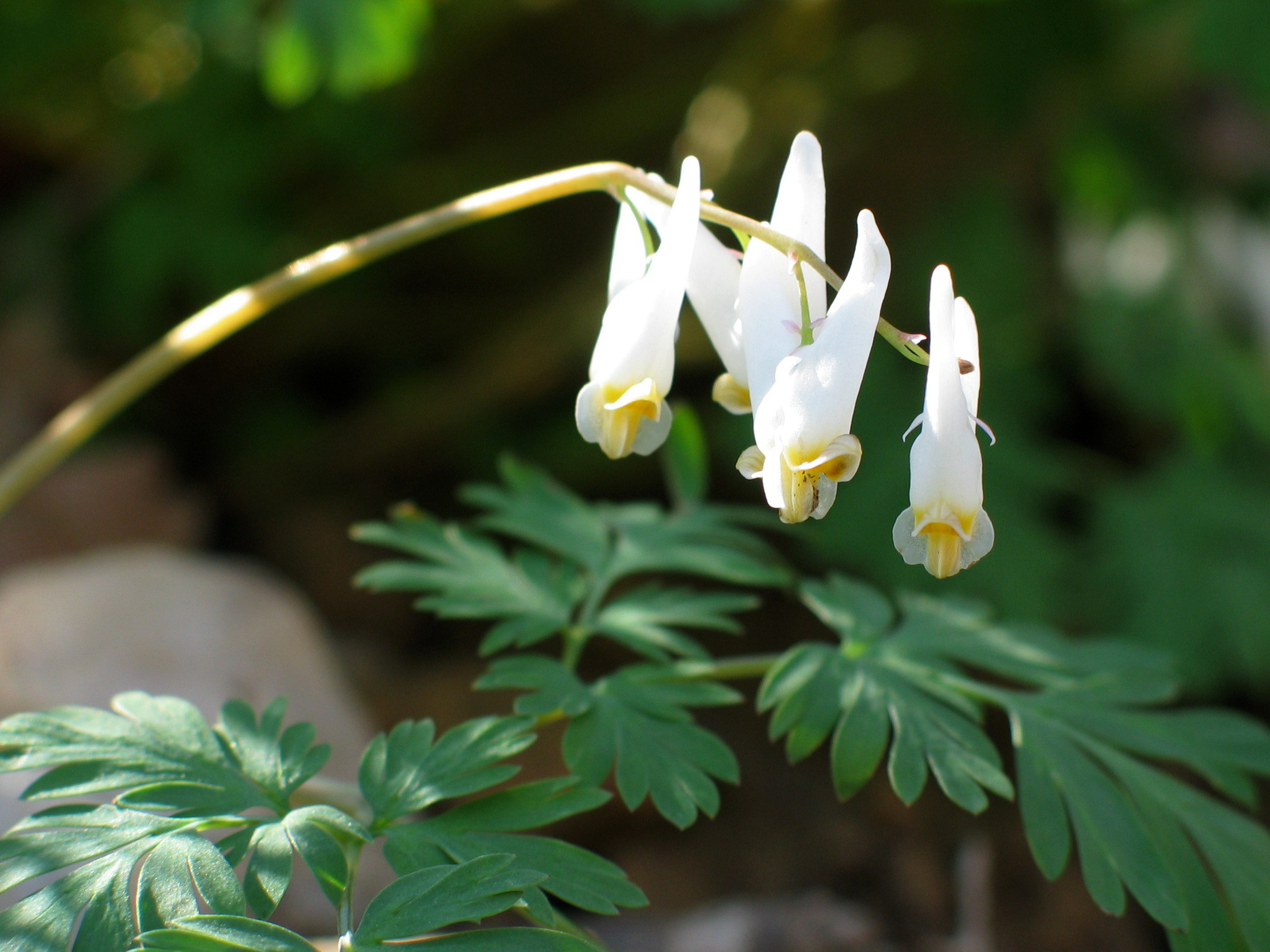
Dicentra cucullaria
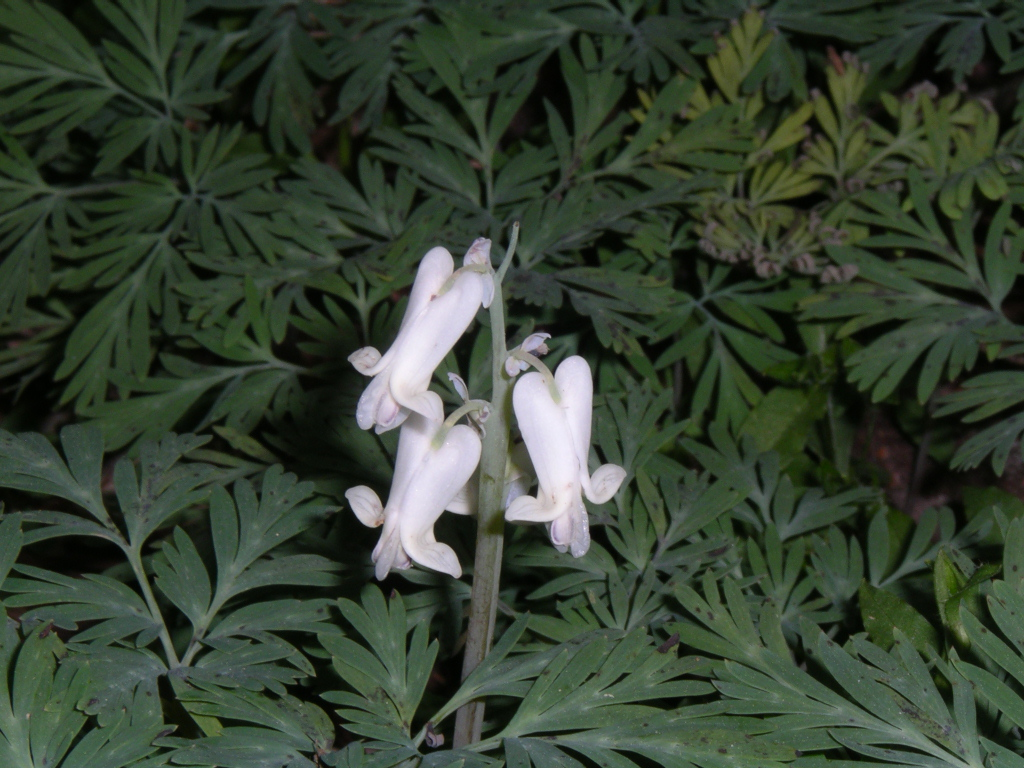
Dicentra canadensis
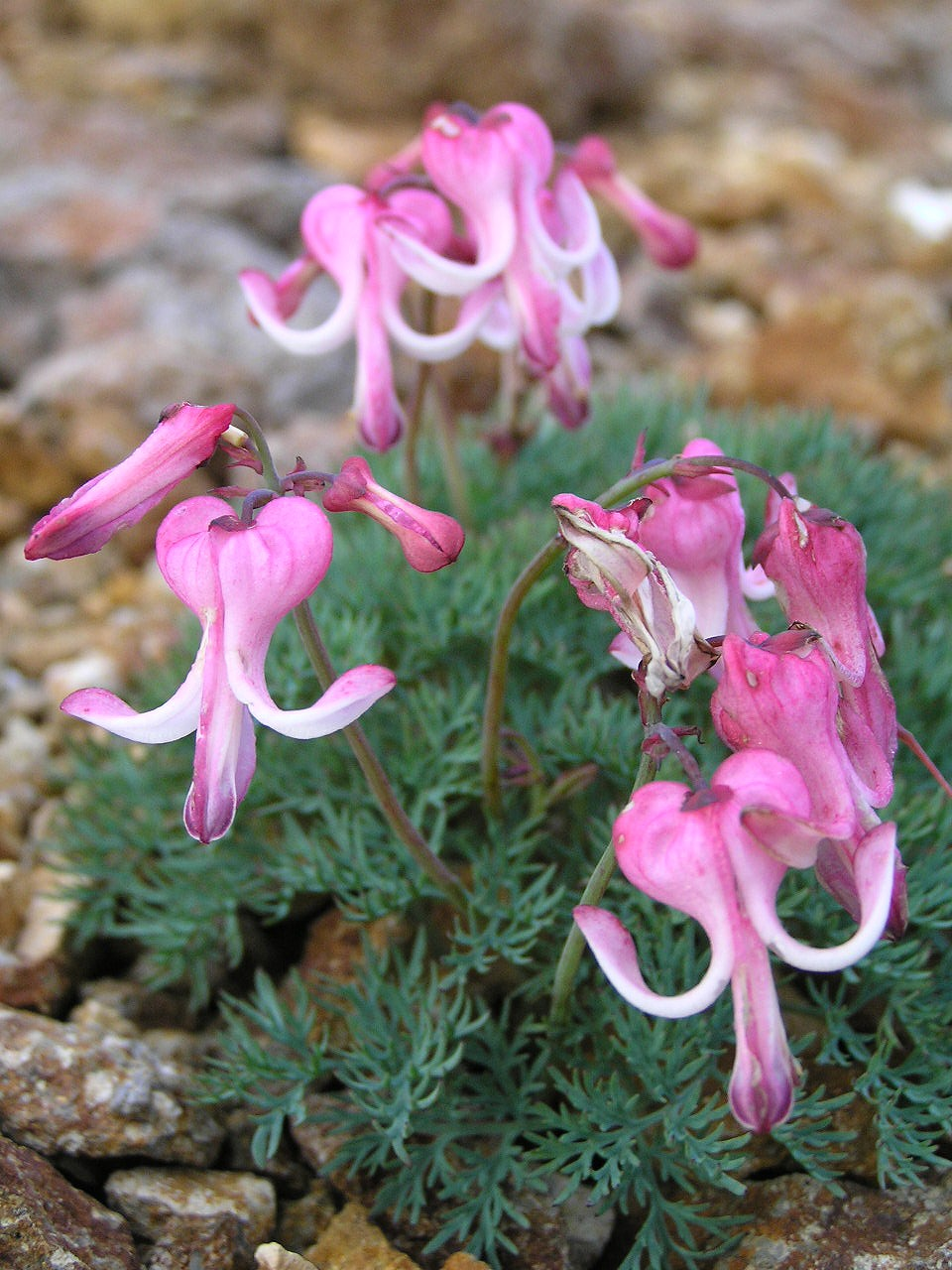
Dicentra peregrina
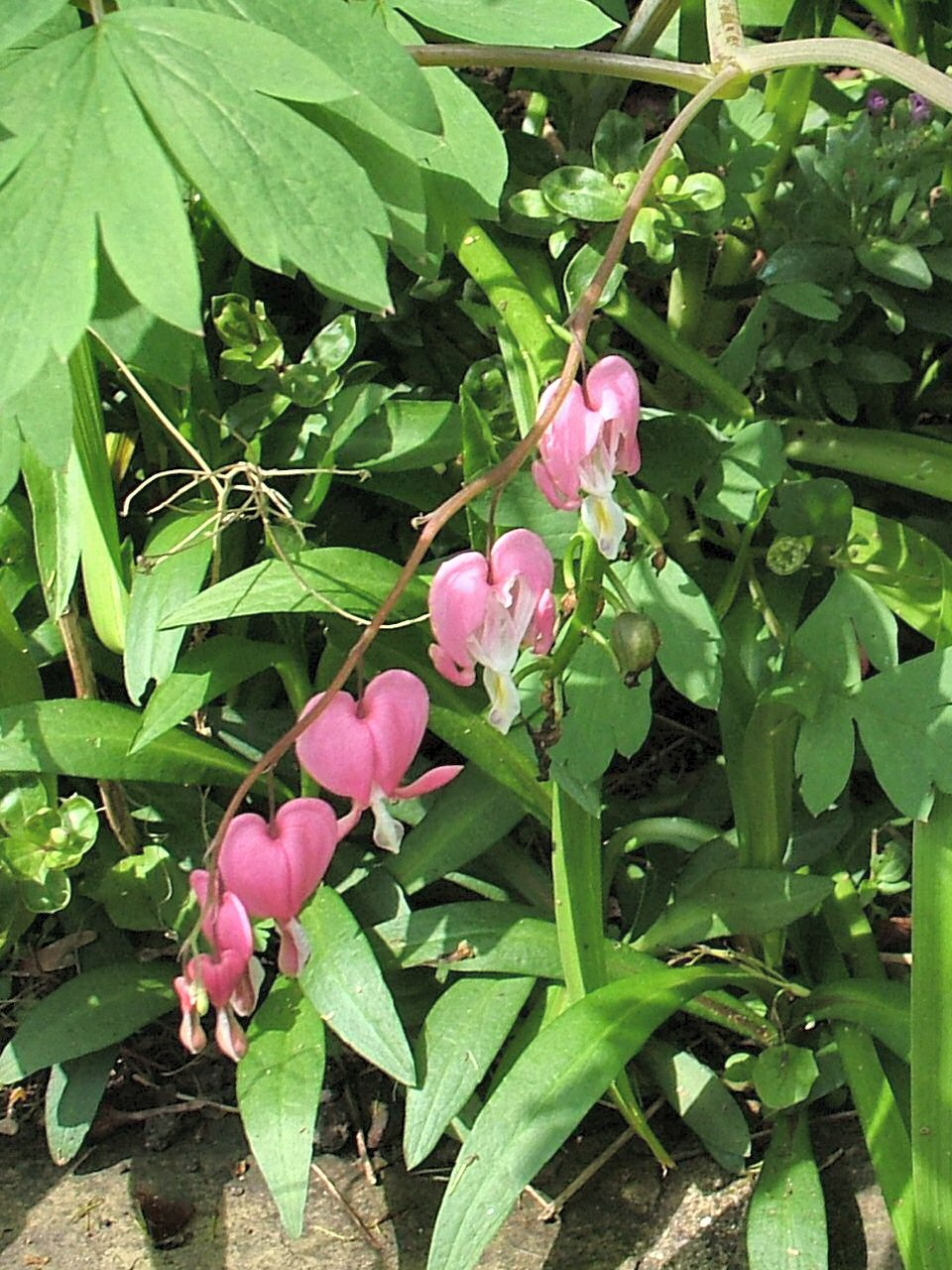
Dicentra vagy Lamprocapnos spectabilis
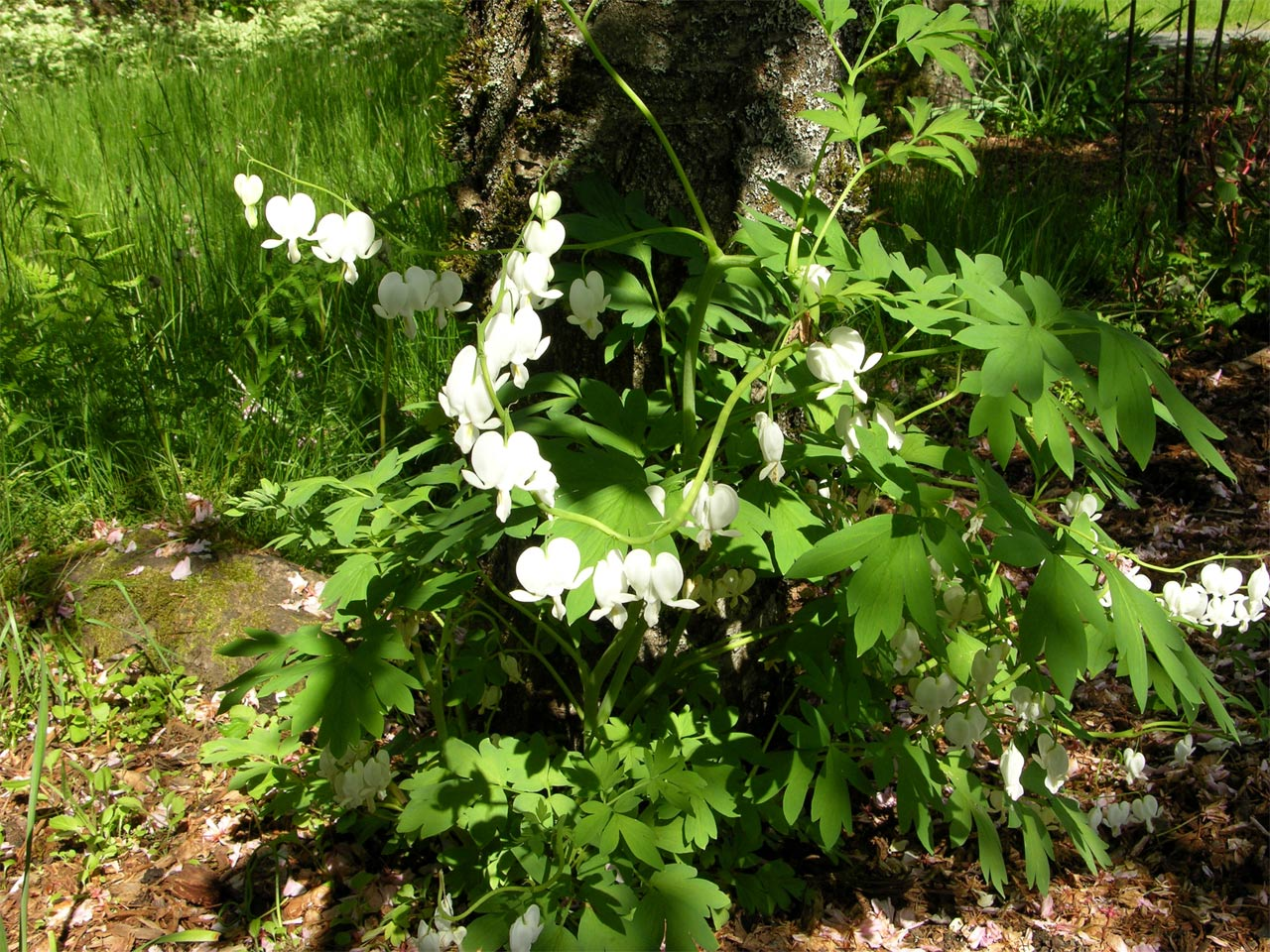
Fehér Lamprocapnos spectabilis

## Fordítás
- Ez a szócikk részben vagy egészben a Dicentra című angol Wikipédia-szócikk ezen változatának fordításán alapul.  Az eredeti cikk szerkesztőit annak laptörténete sorolja fel. Ez a jelzés csupán a megfogalmazás eredetét és a szerzői jogokat jelzi, nem szolgál a cikkben szereplő információk forrásmegjelöléseként.